# Escuelas Públicas de Hartford
Las Escuelas Públicas de Hartford (Hartford Public Schools, HPS en inglés) es un distrito escolar en Connecticut, Estados Unidos. El distrito tiene escuelas en Hartford, la capital del estado de Connecticut.

## Escuelas

### Escuelas secundarias
- Arts & Sciences High School
- Bulkeley High School
- Culinary Arts Academy
- High School Inc.: Hartford's Insurance & Finance Academy
- Hartford Public High School
- Journalism & Media Academy
- Opportunity High School
- Weaver High School
- Adult Education Center